# Goły Brzeżek
Goły Brzeżek (słow. Holý briežok) – szeroka przełęcz położona na wysokości ok. 1350 m n.p.m. (według innych pomiarów ok. 1368 m) znajdująca się w grani, która odchodzi na północny zachód od wierzchołka Golicy Jaworzyńskiej w słowackich Tatrach Wysokich. Siodło przełęczy Goły Brzeżek oddziela Golicę Jaworzyńską od Zadniej Cisowej Czuby. Na Goły Brzeżek nie prowadzą żadne znakowane szlaki turystyczne, gdyż przełęcz ta leży na obszarze ochrony ścisłej, którym objęty jest cały masyw Szerokiej Jaworzyńskiej wraz z jej dwoma ramionami.
Poniżej Gołego Brzeżka, po stronie Doliny Białej Wody, znajduje się duża polana Biała Woda, na której stoi leśniczówka TANAP-u.
Pierwsze wejścia na Goły Brzeżek nie są znane, na przełęcz tę wchodzono od dawna z racji jej łatwej dostępności.